# Sent Legèr de Luçac
Sent Legíer Manhasés (en francès Saint-Léger-Magnazeix) és un municipi francès situat al departament de l'Alta Viena i a la regió de la Nova Aquitània.

## Demografia
| 1962                                       | 1968 | 1975 | 1982 | 1990 | 1999 | 2007 |
| ------------------------------------------ | ---- | ---- | ---- | ---- | ---- | ---- |
| 764                                        | 872  | 772  | 649  | 589  | 533  | 514  |
| Des de 1962: població sense dobles comptes |      |      |      |      |      |      |

## Administració
| Període   | Identitat          | Partit |
| --------- | ------------------ | ------ |
| 2001-2008 | Gérard Chartier    |        |
| 2008-     | Josiane Demousseau |        |